# Sörred
Sörred är en stadsdel, med stadsdelsnummer 82, i Torslanda på Hisingen i Göteborg. Stadsdelen har en areal på 886 hektar.
Bynamnet Sörred är belagt från 1388 med namnformen Surfua rudi, Sorwerith 1476. Förleden Sör- anses komma från öknamnet Surv med betydelsen "försumlig karl, slarver, odugling", och efterleden -red av det fornsvenska ryd "röjning, röjd mark".
Sörred ingick tidigare i Björlanda socken och inkorporerades i Göteborg 1967. Volvo Personvagnars fabrik Torslandaverken började anläggas i Sörred åren 1960–1961.